# Stefan Wesche
Stefan Wesche (* 1978) ist ein ehemaliger deutscher Footballspieler.

## Laufbahn
Wesche spielte von 1997 bis 2005 für die Braunschweig Lions. Er gewann mit Braunschweig vier deutsche Meistertitel (1997, 1998, 1999, 2005) und wurde viermal Vizemeister (2000, 2001, 2003, 2004). Aus dem Eurobowl ging der Linebacker mit den Braunschweigern 1999 und 2003 als Sieger hervor. 2001 wurde in einer Dopingprobe Wesches der verbotene Stoff Metenolon gefunden, Wesche wurde eine Sperre von einem Jahr auferlegt, welches bis Herbst 2002 lief. Der 1,90 Meter messende Wesche stand im Frühjahr 2002 zunächst im Kader von Rhein Fire für die NFL Europe, wurde aufgrund der Dopingsperre aber vor dem Saisonbeginn gestrichen. Er trat nach der Saison 2005 wie andere langjährige Braunschweiger Leistungsträger, darunter Bastian Kypke, Rico Trute und Stefan Zich, aus dem Bundesliga-Kader zurück.
Bei der Europameisterschaft 2000 wurde Wesche mit der deutschen Nationalmannschaft Zweiter, 2001 wurde der Europameister. Bei der EM 2005 war es erneut Silber. Ebenfalls 2005 trat er mit der Auswahl bei den World Games in Duisburg an und gewann das Turnier.